# Gianfranco Serioli
Gianfranco Serioli (Pisogne, 10 novembre 1966) è un allenatore di calcio ed ex calciatore italiano, di ruolo attaccante.

## Carriera
Dopo aver cominciato tra le file del Ponte San Pietro, nel 1984 passa al Piacenza, in Serie C1. All'esordio tra i professionisti realizza 6 reti, alternandosi in attacco con Angelo Crialesi e Roberto Di Nicola, e la squadra manca la promozione in Serie B perdendo lo spareggio contro il Lanerossi Vicenza. Nella stagione successiva il bottino di reti aumenta a 8 gol (capocannoniere della squadra insieme a Roberto Simonetta e Paolo Tomasoni), mentre nel vittorioso campionato di Serie C1 1986-1987 Serioli ne realizza 10, nel tridente offensivo con Simonetta e Armando Madonna.
Debutta in Serie B nel 1987, contribuendo con 3 reti in 34 partite alla prima salvezza del Piacenza nella serie cadetta. Nell'autunno 1988, dopo quattro anni in Emilia, si trasferisce insieme a Madonna all'Atalanta, con cui debutta in Serie A il 18 dicembre 1988 sul campo del Cesena. Utilizzato come riserva di Evair, scende in campo 16 volte, contribuendo alla qualificazione in Coppa UEFA. L'anno successivo viene riscattato dal Piacenza, nel frattempo retrocesso in Serie C1; inizia la stagione con un gol nella vittoriosa trasferta di Carpi, e in ottobre ritorna in Serie B, acquistato dal Monza. Con i brianzoli realizza 4 reti in 28 partite, nella stagione culminata con la retrocessione in Serie C1.
Inizia la stagione successiva ancora con il Monza, e nel mercato autunnale (dopo aver realizzato 3 reti in 7 partite) si trasferisce al Brescia, di nuovo in Serie B. Dopo una nuova stagione al Monza, con cui ottiene la promozione nel campionato 1991-1992, passa all'Alessandria, per un biennio sempre in terza serie. Nel 1994 ritorna nel Piacentino vestendo la maglia del Fiorenzuola: contribuisce con 5 reti in 19 partite al terzo posto nel campionato di Serie C1 1994-1995 (miglior risultato di sempre della storia del club). Nei playoff realizza il gol decisivo nella semifinale di ritorno contro il Monza, ma la promozione sfuma ai calci di rigore nella finale contro la Pistoiese.
In seguito milita nel Cittadella, e nella stagione 1996-1997 si divide tra i veneti, la Triestina e l'Acireale. Conclude la carriera militando per tre stagioni nella Castellana di Castel San Giovanni, di nuovo in provincia di Piacenza.

## Dopo il ritiro
Laureato in legge, al termine della carriera diventa prima vicepresidente dell'Associazione Italiana Calciatori, poi consigliere della stessa.
Contemporaneamente intraprende la carriera di allenatore, sedendo sulle panchine di Pontenurese, River e San Nicolò, squadre dilettantistiche della provincia di Piacenza.
Al termine del campionato di Serie D 2011-2012 diventa responsabile del settore giovanile dell'Atletico BP Pro Piacenza.
Successivamente ricopre il ruolo di capo delegazione prima dell'Italia U-17, poi dal 5 agosto 2020 al 2022 dell'Italia U-19.

## Palmarès

### Club

#### Competizioni nazionali
- Campionato italiano Serie C1: 1

Piacenza: 1986-1987
- Coppa Italia Serie C: 1

Monza: 1990-1991

#### Competizioni internazionali
- Coppa Anglo-Italiana: 1

Piacenza: 1986